# Lovers in the Night
«Lovers in the Night» es una canción de rock de la banda Toto editada en 1982 de su álbum Toto IV.Fue el segundo hit que entró en listas Mainstream Rock colocándose en el puesto 57.
- Datos: Q3837864